# Rapha Condor-Sharp/Saison 2010
Dieser Artikel listet Erfolge und Mannschaft des Radsportteams Rapha Condor-Sharp in der Saison 2010 auf.

## Saison 2010

### Erfolge in des UCI Continental Circuits
In den Rennen des UCI Continental Circuits gelangen die nachstehenden Erfolge.
| Datum    | Rennen                      | Kat. | Fahrer                 |
| -------- | --------------------------- | ---- | ---------------------- |
| 18. März | 5. Etappe Tour de Taiwan    | 2.2  | Dean Downing           |
| 22. Mai  | 6. Etappe Tour of Japan     | 2.2  | Kristian House         |
| 23. Mai  | 1. Etappe FBD Insurance Rás | 2.2  | Dan Craven             |
| 27. Mai  | 5. Etappe FBD Insurance Rás | 2.2  | Jonathan Tiernan-Locke |

### Zugänge – Abgänge
| Zugänge                | Team 2009                   | Abgänge          | Team 2010                       |
| ---------------------- | --------------------------- | ---------------- | ------------------------------- |
| Graham Briggs          | Candi TV-Marshalls Pasta RT | Simon Richardson | Sigma Sport-Specialized         |
| Zakkari Dempster       | Drapac Porsche Cycling      | Liam Holohan     | Team Raleigh                    |
| Dean Windsor           | Drapac Porsche Cycling      | Rhys Lloyd       | Pendragon Sports/Le Col/Colnago |
| Jonathan Tiernan-Locke | Plowman Craven-Madison      | Michael Rudling  | Unbekannt                       |

### Mannschaft
| Name                   | Geburtstag         | Nationalität           |
| ---------------------- | ------------------ | ---------------------- |
| Graham Briggs          | 14. Juli 1983      | Vereinigtes Königreich |
| Dan Craven             | 1. Februar 1983    | Namibia                |
| Mathew Cronshaw        | 30. Dezember 1988  | Vereinigtes Königreich |
| Zakkari Dempster       | 27. September 1987 | Australien             |
| Dean Downing           | 24. Januar 1975    | Vereinigtes Königreich |
| Ben Greenwood          | 30. Juli 1984      | Vereinigtes Königreich |
| Kristian House         | 6. Oktober 1979    | Vereinigtes Königreich |
| Darren Lapthorne       | 4. März 1983       | Australien             |
| Chris Newton           | 29. September 1973 | Vereinigtes Königreich |
| Tom Southam            | 28. Mai 1981       | Vereinigtes Königreich |
| Jonathan Tiernan-Locke | 26. Dezember 1984  | Vereinigtes Königreich |
| Dean Windsor           | 9. September 1986  | Australien             |